# Libnotes riedelella
Libnotes riedelella là một loài ruồi trong họ Limoniidae. Chúng phân bố ở miền Australasia.